# Plumatellidae
Plumatellidae zijn een familie van mosdiertjes uit de orde Plumatellida  en de klasse Phylactolaemata.

## Geslacht
- Gelatinella Toriumi, 1955
- Plumatella Lamarck, 1816
- Plumatellites Fric, 1901 †
- Rumarcanella Hirose & Mawatari, 2011
- Stolella Annandale, 1909
- Swarupella Shrivastava, 1981

Niet geaccepteerd geslacht:
- Australella Annandale, 1910 → Hyalinella Jullien, 1885